# Галично
Галично — деревня в Большедворском сельском поселении Бокситогорского района Ленинградской области.

## История
Деревня Голошни упоминается на карте Новгородского наместничества 1792 года А. М. Вильбрехта.
Как деревня Галично она обозначена на специальной карте западной части России Ф. Ф. Шуберта 1844 года.

ГАЛИЧНО — деревня Мулевского общества, прихода села Дыми. Река Тихвинка. 

Крестьянских дворов — 15. Строений — 28, в том числе жилых — 20. Постоялый двор.

Число жителей по семейным спискам 1879 г.: 31 м. п., 40 ж. п.; по приходским сведениям 1879 г.: 31 м. п., 4 ж. п.

В конце XIX века деревня административно относилась к Большедворской волости 3-го стана, в начале XX века — к Большедворской волости 3-го земского участка 1-го стана Тихвинского уезда Новгородской губернии.
В начале XX века в деревне находился жальник.

ГАЛИЧНО — усадьба Ел. Т. Лохвицкой, дворов — 2, жилых домов — 3, число жителей: 2 м. п., 4 ж. п.
 
Занятия жителей — земледелие, торговля. Река Тихвинка. Мельница, хлебная лавка, чайная. 

СТАРОЕ ГАЛИЧНО — деревня Мулевского общества, дворов — 18, жилых домов — 23, число жителей: 42 м. п., 44 ж. п.
 
Занятия жителей — земледелие, лесные заработки. Река Тихвинка. Часовня, 3 мелочных лавки, 2 чайных, смежна с усадьбами Раздолье и Галично.
  
НОВОЕ ГАЛИЧНО — деревня Галичского общества, дворов — 14, жилых домов — 27, число жителей: 46 м. п., 42 ж. п.
 
Занятия жителей — земледелие, лесные заработки, пасека. Речки Дымца и Рядань. (1910 год)

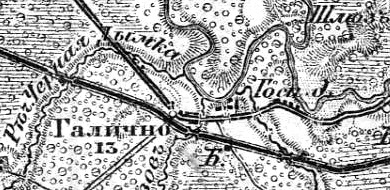
Деревня Галично на карте 1913 года

Согласно карте Новгородской губернии 1913 года, деревня насчитывала 13 крестьянских дворов, к востоку от деревни находился «Господский дом».
С 1917 по 1918 год деревня называлась Галичино и входила в состав Большедворской волости Тихвинского уезда Новгородской губернии. 
С 1918 года, в составе Череповецкой губернии.
С 1924 года, в составе Пригородной волости.
С 1927 года, в составе Галичского сельсовета Тихвинского района.
По данным 1933 года деревня Старое Галично являлась административным центром Галичского сельсовета Тихвинского района, в который входили 13 населённых пунктов: деревни Астрача, Братилово, Бурково, Домачово, Дыми, Ильино, Карново, Мулево, Новое Галично, Остров, Старое Галично, Турково и выселок Дыми, общей численностью населения 1518 человек.
По данным 1936 года в состав Галичского сельсовета с центром в деревне Старое Галично, входили 14 населённых пунктов, 351 хозяйство и 7 колхоза.
С 1952 года, в составе Бокситогорского района.
С 1963 года, вновь в составе Тихвинского района
С 1965 года, вновь составе Бокситогорского района. В 1965 году население деревни составляло 177 человек.
По данным 1966 и 1973 годов деревня  Галично являлась административным центром Галичского сельсовета.
По данным 1990 года деревня  Галично входила в состав Большедворского сельсовета.
В 1997 году в деревне Галично Большедворской волости проживали 30 человек, в 2002 году — 55 человек (русские — 98 %).
В 2007 году в деревне Галично Большедворского СП проживали 25 человек, в 2010 году — 36.

## География
Деревня расположена в северо-западной части района на автодороге 41К-036 (Галично — Харчевни) в месте примыкания её к автодороге А114 (Новая Ладога — Вологда).
Расстояние до административного центра поселения — 10 км.
Расстояние до районного центра — 20 км.
Расстояние до ближайшей железнодорожной платформы Дыми — 3 км.
Деревня находится на левом берегу реки Рядань, через деревню протекают реки Тихвинка и Дымка.

## Демография
| 1997 | 2002 | 2007 | 2010 | 2017 |
| ---- | ---- | ---- | ---- | ---- |
| 30   | ↗55  | ↘25  | ↗36  | ↗41  |

## Инфраструктура
Близ деревни расположены шлюзы, составлявшие ранее Тихвинскую водную систему.
В деревне, на территории бывшего пионерского лагеря «Буревестник», находится база отдыха с конюшней.

## Памятники
- Памятник погибшим в Великую Отечественную войну советским солдатам.